# Choi Soo-yeon
Choi Soo-yeon (Hangul: 최수연; 23 de novembro de 1990) é uma esgrimista sul-coreana, medalhista olímpica.

## Carreira
Soo-yeon conquistou a medalha de bronze nos Jogos Olímpicos de Verão de 2020 em Tóquio ao lado de Kim Ji-yeon, Seo Ji-yeon e Yoon Ji-su, após derrotar as italianas Michela Battiston, Martina Criscio, Rossella Gregorio e Irene Vecchi na disputa de sabre por equipes.